# كولن كاميرون
كولن كاميرون (بالإنجليزية: Colin Cameron)‏ هو محامي وسياسي بريطاني، ولد في 24 أغسطس 1933 في المملكة المتحدة. حزبياً، نشط في حزب المؤتمر الملاوي. وقد انتخب عضو الجمعية الوطنية في مالاوي.